# Mongolotettix chongqingensis
Mongolotettix chongqingensis är en insektsart som beskrevs av Xie, S. och Shuheng Li 2000. Mongolotettix chongqingensis ingår i släktet Mongolotettix och familjen gräshoppor. Inga underarter finns listade i Catalogue of Life.